# Pterolophia pseudoprincipis
Pterolophia pseudoprincipis là một loài bọ cánh cứng trong họ Cerambycidae.